# Ernst Juhl

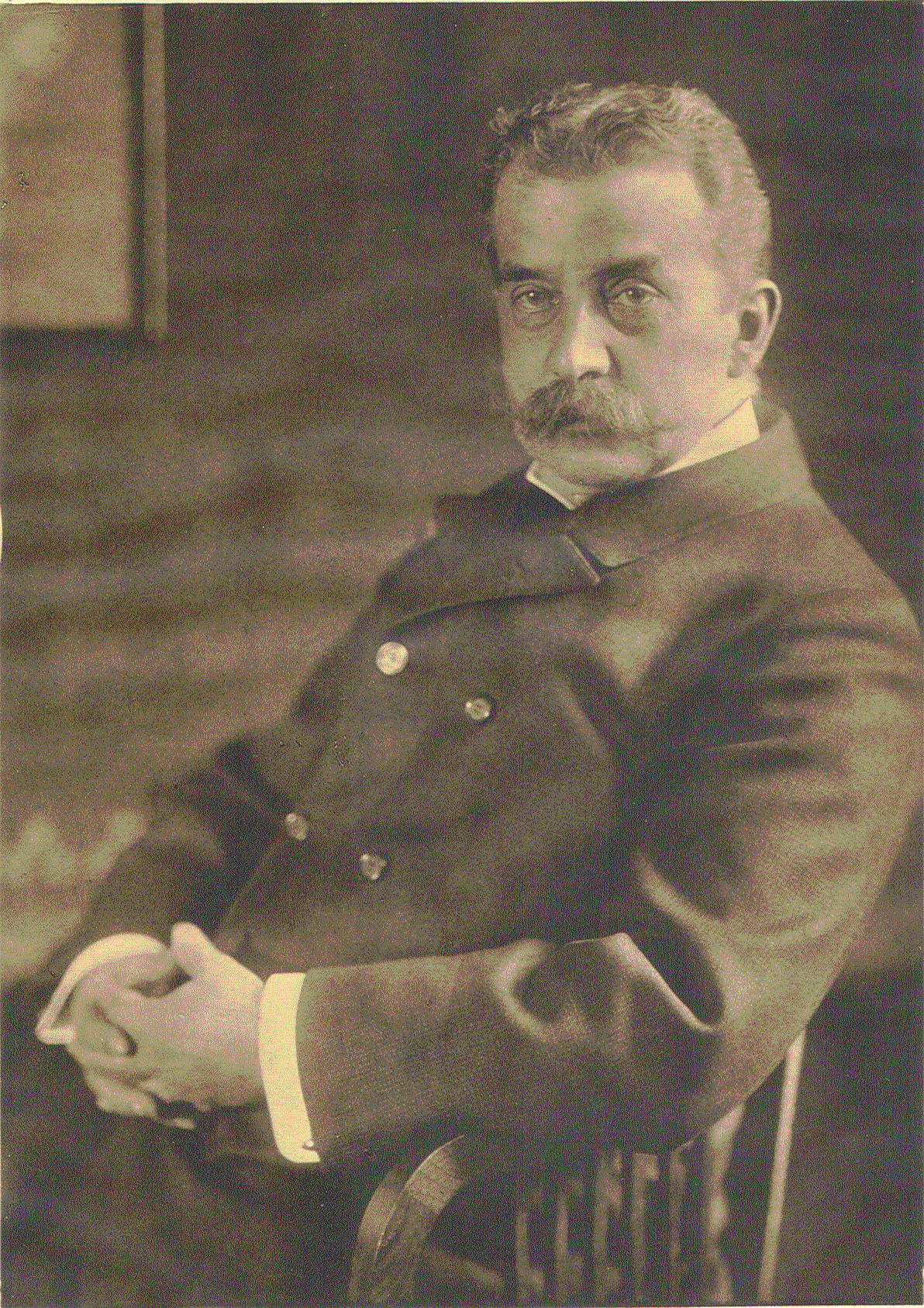
Ernst Juhl, aufgenommen von Rudolf Dührkoop 1905

Ernst Wilhelm Juhl (* 10. Dezember 1850 in Hamburg; † 18. August 1915 ebenda) war ein deutscher Kaufmann, Kunstsammler und Organisator von Ausstellungen zur Kunstfotografie. Er gilt als einer der Wegbereiter des Piktorialismus in Europa.

## Leben und Wirken als Kaufmann
Ernst Juhl war eines von fünf Kindern von Willards Nilsen Juhl und dessen Frau Auguste, geborene Buckup, die seit 1841 verheiratet waren. Sein Vater war gelernter Kaufmann und hatte 1840 das Hamburger Bürgerrecht erworben. Ernst Juhl besuchte zunächst ein Gymnasium und nahm anschließend als Kriegsfreiwilliger im 2. brandenburgischen Ulanen-Regiment Nr. 11 am Deutsch-Französischen Krieg 1870/71 teil. Von 1873 bis 1874 studierte er Ingenieurwesen an der Technischen Hochschule Hannover.
Nach Abschluss des Studiums nahm er im April 1878 eine Stelle als Prokurist bei der Firma Kleinau & Co., Fabrik für patentierte Sicherheitsschlösser an. Im März 1879 wurde Kleinau & Co liquidiert. Im April 1879 gründete Juhl mit Carl Adolph Glüenstein Juhl  & Glüenstein, deren Geschäft der Verkauf von Sicherheitsschlössern war. 1893 wurde die Firma Juhl & Cordes ins Handelsregister eingetragen. Beide Unternehmungen wurden im Januar 1896 aus dem Handelsregister gelöscht.
Juhl war seit 1879 mit Johanna Julie Auguste, geborene Jacoby, verheiratet. Aus der Ehe gingen drei Kinder hervor.
Ernst Juhl besaß das Hamburger Bürgerrecht seit 1881.

## Wirken als Kunstsammler und Ausstellungsorganisator

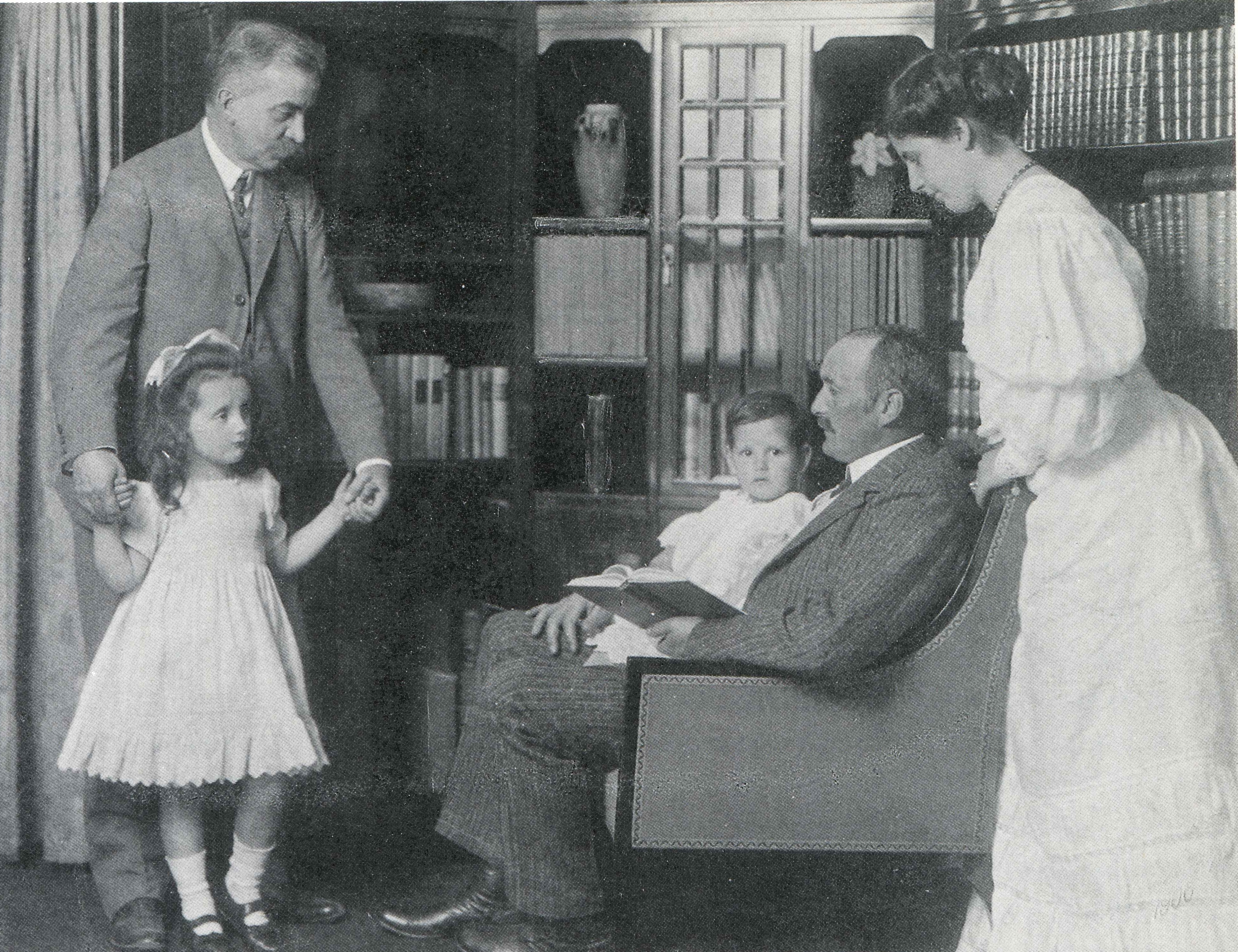
Ernst Juhl (links) mit der Familie seiner Tochter Hertha Therfloth. Foto: Rudolf Dührkoop

Juhl gehörte zu den Gründungsmitgliedern des Amateur-Photographen-Verein Hamburg, der sich am 15. August 1891 konstituiert. Im Oktober 1893 fand in den Räumen der Kunsthalle die vielbeachtete „I. Internationale Ausstellung von Amateur-Photographien“ statt, die von einem Ausstellungskomitee unter Vorsitz von Ernst Juhl organisiert worden war. Zu den Mitglieder der Jury gehörten u. a. der Direktor der Kunsthalle Alfred Lichtwark, der Gründer des ersten Vereins für Amateurfotografen im Deutschen Reich Hermann Vogel und der Hamburger Fotograf Conrad Kindermann. Nachdem sich im Juni 1895 die Gesellschaft zur Förderung der Amateur-Photographie konstituiert hatte, deren Vorsitz Juhl führte, übernahm sie als Veranstalter der folgenden, jährlich stattfindenden Ausstellungen für Amateurfotografien deren Organisation. Der Titel der sechsten Ausstellung 1898 verzichtete auf den Begriff „Amateur“ und stellte die „Kunstfotografien“ in den Mittelpunkt. 1899 war es zum ersten Mal Berufsfotografen gestattet, sich mit Aufnahmen an der Ausstellung zu beteiligen. Zu ihnen gehörten u. a. Rudolf Dührkoop und Nicola Perscheid. Eine weitere Besonderheit war die Ausstellung von Sammlungen, die anhand zumeist bekannter Arbeiten einen Überblick über die Entwicklung der Kunstfotografie gab. Eine dieser Sammlungen stammte von Juhl. Am 1. März 1905 wählte die „Gesellschaft zur Förderung der Amateur-Photographie in Hamburg“ einen neuen Vorstand: zum 1. Vorsitzender wurde Eduard Arning, der zu den Gründungsmitgliedern gehört hatte, und zum 2. Vorsitzender Ernst Juhl. Im Frühjahr 1908 schied Juhl aus dem Vorstand aus.
Hamburg entwickelte sich zu einem Zentrum einer internationalen Initiative von Amateuren, das die seinerzeit geltenden Stilelemente der Berufsfotografie künstlerisch weiterentwickeln wollte. Zu den Unterstützern zählte der Direktor der Hamburger Kunsthalle Alfred Lichtwark.
Im November 1894 wurde Ernst Juhl zum Geschäftsführer des Kunstvereins in Hamburg gewählt. Er führte diese Tätigkeit bis zum November 1897 aus.
Juhl sammelte Kunst, galt als Kenner und Liebhaber zeitgenössischer Werke und konzentrierte sich dabei insbesondere auf die um 1900 entstandene Kunstfotografie. Hierfür verwendete er sein Privatvermögen.

## Amateurfotografie
Die Kunstfotografie um 1900, nach dem englischen Wort pictorial (zu Deutsch: bildmäßig) Piktorialismus genannt, zählt zu den vielgestaltigsten Kapiteln der Fotografiegeschichte. Da die Gerätschaften seinerzeit sehr kostspielig waren, konnten es sich vor allem wohlhabende Amateurfotografen leisten, mit modernen Apparaturen und aufwendigen Entwicklungsmethoden zu experimentieren. Ihre Ästhetik orientierte sich an gestalterischen Formaten damaliger Zeitströmungen, an Impressionismus, Jugendstil und Symbolismus. Malerei und Amateurfotografie jener Zeit waren häufig gegenseitige Inspirationsquellen, näherten sich in ihrer Ausdrucksweise an. Der Maler Arthur Illies entwarf das Signet und Diplome für die Gesellschaft zur Förderung der Amateurphotographie.
Zu den bekanntesten Vertretern dieser Richtung gehörte Rudolf Dührkoop, der sich zu einem profilierten Berufsfotografen entwickelt hatte. Den Absichten der Initiative schlossen sich weitere bekannte Berufsfotographen an und bewirkten ein Umdenken auch von Angehörigen des Bildungsbürgertums. Diese Entwicklung stellt in der Geschichte der Fotografie einen bislang einzigartigen Vorgang dar; Fotografie wurde somit als Kunst und die Fotografen als Künstler angesehen und die Hamburger Ausstellung 1898 entsprechend programmatisch umbenannt.

## Hamburger Schule

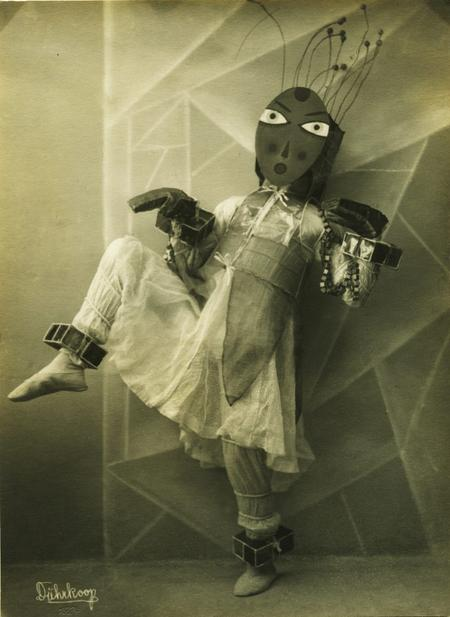
Expressionistische Tanzstudie von Minya Diez-Dührkoop 1924

Alfred Lichtwark, Direktor der Hamburger Kunsthalle, wurde vermutlich durch Juhl auf die Werke der Amateurfotografen aufmerksam und unterstützte die Bewegung in der Folgezeit intensiv. Gemeinsam mit den Gebrüdern Hofmeister gründeten sie die Hamburger Schule der Kunstfotografie.
Juhl veröffentlichte ab 1896 Artikel in der Photographischen Rundschau und wurde 1899 deren künstlerischer Leiter. Im Sommer 1902 trat Juhl als künstlerischer Leiter unerwartet zurück. Der Hintergrund dieses Rücktritts war folgender: Juhl hatte im Juli-Heft der Photographischen Rundschau einen Artikel zu den noch wenig bekannten Arbeiten von Eduard Steichen geschrieben und mehrere von dessen Fotografien abgebildet. Im Septemberheft berichtete der Herausgeber Richard Neuhauss von einem Sturm der Entrüstung innerhalb der Vereine über die „positive“ Darstellung. Während Juhl international ausgerichtet war, verfolgten viele deutsche Kunstfotografen einen chauvinistischen Ansatz.
Nach Beendigung seiner Vorstandstätigkeit in der Gesellschaft zur Förderung der Amateur-Photographie in Hamburg 1908 baute Juhl im Auftrag des Hamburger Senats die „Hamburgische Photographische Staatssammlung“ auf, nachdem Alfred Lichtwark den amtierenden Bürgermeister, Johann Heinrich Burchard, gebeten hatte, die Finanzierung des Projekts (2000 Mk p.a.) zu übernehmen. Die Bilder, die Hamburg und Umgebung sowie die Niederelbe bis zur Elbmündung zeigten, wurden überwiegend von Anton Joachim Christian Bruhn sowie teilweise von Minya Diez-Dührkoop erstellt. Unter Juhls Leitung entstanden so bis 1912 über 1000 Fotografien. Der Hamburger Senat verschenkte 300 nummerierte Sammelwerke mit dem Titel „Hamburg – Land und Leute der Niederelbe“, die 90 Aufnahmen der Sammlung enthielten. Nach dem Tod Burchards im September 1912 wurde das Projekt nicht fortgeführt, obwohl der Senat weitere 2000 Mark hierfür zugesagt hatte.
Juhl sammelte vermutlich ab 1893 Fotografien. Nach seinem Tode kam ein Teil seiner Sammlung nach Berlin und befindet sich heute in der Abteilung Fotografie der Kunstbibliothek des Staatlichen Museen Berlins. Zu einem größeren Teil ist seine Sammlung im Museum für Kunst und Gewerbe in Hamburg zu sehen und dort im Bestand der fotografischen Sammlung.

## Aufsätze in derPhotographischen Rundschau(Auswahl)
- Die moderne Kunstphotographie auf der Ausstellung bei Louis Bock & Sohn in Hamburg. In: 15. Jg., 1905, S. 25–31
- Otto Scharf, Krefeld. In: 15. Jg., 1905, S. 69–72
- Eduard Steichen. In: 16. Jg., 1902, S. 127–129 (Richard Neuhauss: An unsere Leser, (über den Rückzug Juhls). In: 16. Jg., 1902,  S. 163)
- IX. Internationale Ausstellung von Kunstphotographieen in der Kunsthalle zu Hamburg. In: 16. Jg., 1902, S. 103–117
- Frederik Hollyer. In: 16. Jg., 1902, S. 83–86
- Theodor und Oskar Hofmeister, Hamburg. In: 16. Jg., 1902, S. 65–70
- H.W. Müller, Hamburg. In: 16. Jg., 1902, S. 12–15
- Die internationale Ausstellung von Kunst-Photographieen in Glasgow. In: 15. Jg., 1901, S. 197–200
- Die moderne Kunstphotographie auf der Ausstellung bei Louis Bock & Sohn in Hamburg. In: 15. Jg., 1901, S. 25ff.
- Siebente Internationale Ausstellung von Kunstphotographien in der Kunsthalle zu Hamburg. In: 13. Jg., 1899, S. 265–269 und S. 305–316.
- Sechste Internationale Ausstellung von Kunstphotographien in der Kunsthalle zu Hamburg. In 12. Jg., S. 296ff. und S. 324ff.
- Die Förderung der Kunst und des Kunstgewerbes durch Kunstphotographie. In:  12. Jg., 1898, S. 161ff.,.
- Die Jubiläumsausstellung in Brüssel und ein Bericht aus Paris und Lille. In:  12. Jg., 1898, S. 195ff.
- Photographischer Salon 1897. In: 11. Jg., 1897, S. 238ff.
- Fünfte Internationale Ausstellung von Kunstphotographien veranstaltet von der Gesellschaft zur Förderung der Amateur-Photographie in der Kunsthalle zu Hamburg, In: 11. Jg., 1897, S. 372ff.
- Die internationale Ausstellung für Amateur-Photographie Berlin 1896 (Die Abteilung für künstlerische Photographie). In: 10. Jg., 1896, S. 292–297 und S. 323–332.
- Die wissenschaftlichen Aufnahmen auf der Hamburger Ausstellung. In: 10. Jg. 1896, S. 55ff.

## Herausgeber
- Camera-Kunst. Eine internationale Sammlung von Kunst-Photographien der Neuzeit. Unter Mitwirkung von Fritz Loescher. Gustav Schmidt (vormals Robert Oppenheim), Berlin 1903
- Hamburg, Land und Leute der Niederelbe. Boysen & Maasch, Hamburg 1912, (Im Auftrag der Freien und Hansestadt Hamburg; Fotografien von: Anton Joachim Christian Bruhn, Rudolph Dührkoop, Alfred Böhmer, Oscar Hofmeister, Theodor Hofmeister, Minya Diez-Dührkoop. Nachdruck: Fritz Kempe (Hg.), Verlag für Kunst und Photographie, Hamburg 1981).